# 寨河回族乡
寨河回族乡是中华人民共和国甘肃省平凉市崆峒区下辖的一个民族乡。

## 行政区划
寨河回族乡下辖以下村级行政区划单位：
大路村、高寨村、田河村、瓦赵村、沟上村、姬山村、寨子村、阎湾村、赵河村、郭河村、鄢铺村和上滩村。